# Тимошенко Вікторія Миколаївна
Вікторія Миколаївна Тимошенко (Хоменко) (21 січня 1981, Хутірське, Петриківський район, Дніпропетровська область) — українська художниця, майстриня петриківського розпису, член Національної спілки майстрів народного мистецтва України.
Брала участь у багатьох виставках, зокрема 14 персональних. Десять робіт Вікторії Тимошенко були представлені в 2013 році на виставці для ЮНЕСКО, після якої петриківський розпис було включено до Репрезентативного списку нематеріальної культурної спадщини людства ЮНЕСКО.
Декілька мистецьких заходів художниці широко висвітлювалися у ЗМІ.

## Життєпис
Матір Вікторії, Валентина Хоменко, майстриня петриківського розпису родом із Петриківки, навчалася майстерності у відомого художника Василя Соколенка і ще її бабуся розписувала «петриківкою» свою хату і піч. З 1973 року Валентина Хоменко працювала художницею на Фабриці петриківського розпису «Дружба», разом з багатьма відомими майстринями, зокрема з Ганною Самарською, у якої перейняла деякі особливості стилю, які згодом передала і своїй дочці.
Вікторія народилася 21 січня 1981 року в селі Хутірське під Петриківкою. Почала малювати у віці 4 років, навчалася петриківського розпису у матері. 1996 року закінчила 5-ти річну дитячу Петриківську художню школу імені Т. Я. Пати, де її вчителькою була відома майстриня Марія Пікуш. У 1998 році закінчила художньо-графічний факультет Криворізького ліцею. 2003 року закінчила Криворізький державний педагогічний університет за спеціальністю «Педагогіка і методика середньої освіти. Образотворче мистецтво» та здобула кваліфікацію вчительки образотворчого мистецтва, етики, естетики і художньої праці. Згодом переїхала у місто Дніпро, де живе і працює донині.

## Висвітлення діяльності у ЗМІ
У 2014 році Вікторія Тимошенко розмалювала петриківським розписом під'їзд свого багатоповерхового будинку у Дніпрі, автомобіль і гараж, що привернуло увагу ЗМІ і досить широко висвітлювалося.
В 2015 році петриківські розписи майстрині з'явилися в ресторані на узбережжі у Ніцці (Франція), що також привернуло увагу ЗМІ.
31 травня 2015 року разом з матір'ю встановила Рекорд України «Найдовша паперова стрічка з петриківським розписом».

## Деякі виставки та інші мистецькі заходи
- 2010 — участь у Всеукраїнській виставці «Різдвяні візерунки» (виставковий зал Дніпропетровської національної спілки художників України)
- 2012 — участь у Всеукраїнській виставці-конкурсі «Кращий твір року 2012» (Національна спілка майстрів народного мистецтва України, Київ)
- 2012 — участь у виставці майстрів «Відроджені традиції», місто Кривий Ріг
- 2013 — участь у Всеукраїнській виставці-конкурсі «Кращий твір року 2013», Національна спілка майстрів народного мистецтва України, Київ. Робота увійшла в каталог «Кращий твір року 2013»
- 2013 — 10 робіт художниці брали участь у виставці у виставковому залі ЮНЕСКО в Баку
- 2014 — виставка майстрів Тимошенко В., Клеветенко В., Червякової С. «Петриківка-надбання поколінь», м. Кривий ріг.
- 2014 — перша персональна виставка «Відчуй, відкрийся, засвітися сонцем!» в Історичному музеї міста Дніпродзержинська
- 2014 — родинна виставка «Бережи, Боже, Україну!» Вікторії Тимошенко та Валентини Хоменко, Музей етнографії, смт Петриківка
- 2014 — виставка «Петриківський розпис. Традиції та сучасність» Тимошенко Вікторії, Клеветенко Віти, Хоменко Валентини, м. Кривий Ріг, «Сонячна галерея»
- 2014 — всеукраїнська виставка «Україна в знаках та символах», м. Дніпродзержинськ
- 2015 — всеукраїнська виставка «Різдвяна казка», Дніпропетровський будинок мистецтв
- 2015 — благодійна виставка народного мистецтва «Цілюща краса» Тимошенко В. М. та Сердюк Н. Л.
- 2015 — родинна виставка «Бережи, Боже, Україну!» Вікторії Тимошенко та Валентини Хоменко, Музей гетьманства, Київ
- 2015 — родинна виставка «Бережи, Боже, Україну!» в Шарлоттенбургському палаці, Берлін
- 2017 — представляла Україну в Китаї, розпис павільйону в Центрі ділових та культурних міжнародних відносин України з Китаєм, Нінбо
- 2017 — Родинна виставка «Бережи, Боже, Україну» Петриківський будинок культури с. Петриківка 2017 р.
- 2017 — Родинна виставка «Бережи, Боже, Україну» Музей етнографії побуту та народного прикладного мистецтва 2017 р.
- 2017 — Березень — Нагороджена дипломом Національної спілки майстрів народного мистецтва України.
- 2017 — Взяла участь у виставці петриківського розпису "Петриківські дивотвори « м Кривий ріг, в Краєвознавчому  музеї
- 2017 — травень — Петриківський музей етнографії, побуту та мистецтва — розпис музею.
- 2018 — Розпис Центральної  міської бібліотеки, м. Дніпро, 2018
- 2018 — Навесні 2018 року розписано фасад та внутрішні інтер'єри Лівобережної податкової інспекції м. Дніпра
- 2018 — Книга  Ансамбль Козацької Слави. до 50-річча ансамблю.(містить розповіді про історію та спогади із життя талановитих артистів.)Документально-художньє видання. Модератор: Тетяна Соломка,Автор-упорядник: Леся Степовичка,Проілюстрована роботами Вікторії Тимошенко. Видавництво ПП „Ліра ЛТД“ 2018 189ст
- 2018 — Відкриття Родинної виставки „У сяйві петриківських барв“ Дніпровський Будинок Мистецтв.
- 2018 — Участь у виставці „Кращий твір року“ Національна спілка  майстрів народного мистецтва України, Київ
- 2018 — Участь в виставці „Різдвяна казка“ Дніпровський Будинок мистецтва (Таріль» Янгол", картина "Дівчина-Калина ")
- 2018, серпень — Всеукраїнська виставка "Декоративний розпис: традиції та сучасність "м. Кривий Ріг
- 2018 — Участь у різдвяній виставці «Від Романа до Йордана» м. Кривий Ріг
- 2018 — Листопад -Виставка криворіжського осередку м. Коломия
- 2018 — Грудень- Виставка криворіжського осередку м. Яремча
- 2019 — Нагороджена відзнакою медаллю  "За збереження національних традицій "Наказ № 22 від 7 листопада 2019року Всеукраїнське об*єднання «КРАЇНА»
- 2019 — Вересень –розпис арт-майданчика "Мистецька феєрія " розпис сцени.
- 2019 — Участь робіт на фестивалі «BüyükçekmeceFestival» — İstanbul. Червень
- 2019 — Червень-Розпис під"їздів багатоповерхівки м. Дніпро
- 2019 — Учасник Рекорду. Наймасовіше виконання петриківського розпису майстрами на одній локації .13 липня 2019 року. Президент Національного Реєстру Рекордів Щербаков Валентин
- 2019 — квітень — Участь в виставці Криворіжського осередка в Верховній Раді України м Київ
- 2020 — Лауріат Міської Іменної Мистецької Премії ім. Тетяни Пати, номінація «художники –дизайнери та майстри декоративно-прикладного мистецтва» м. Дніпр 2020р
- 2020 — Участь в проекті обладміністрації «Знай своїх» (розміщення білбордів з досягненнями по) регіону)РЕКОРДСМЕНКИ УКРАЇНИ З ПЕТРИКІВСЬКОГО РОЗПИСУ  15 ЧЕРВНЯ 2020Р.
- 2020 — Всеукраїнська виставка декоративно-ужиткового мистецтва «Різдвяна казка»,Будинок мистецтв Дніпровської міськоїради з 23 грудня 2020 р. до 19 лютого 2021р
- 2020 — Участь у виставці «Кращий твір року» НаціональнаспілкамайстрівнародногомистецтваУкраїни, Київ
- 2020 — Учасник всеукраїнської виставки «Мистецькі атибути великодніх свят» Дніпровського будинку мистецтв
- 2020 — Учасник "Народне мистецтво козацького краю " всеукраїнська виставка  Дніпровського будинку мистецтв 2020
- 2021 — персональна виставка «Мереживо барв» в Дніпровському художньому музеї
- 2022 — участь в "Днях української культури ", Варшава
- 2022 — участь у творчій благодійній акції «АРТ- наступ», Музей українського живопису, місто Дніпро
- 2022 — виставка робіт на Міжнародному фестивалі «Festivalul folkloric Otopeni» в Румунії
- 2022 — Книга "Митці дніпра проти війни"Дніпро, Ліра ,2022 р. Видання представляє частину творів обєднання «Дніпровського Будинку Мистецтва» До видання ввійшли роботи «Дві долі» 50/60,акрил,полотно, «Козацькому роду, нема переводу» 40/60, акрил,полотно,"Мелодія душі"діаметр 500 мм, «Ти, конику вороненький,неси та гуляй…» 50/60 ,акрил,полотно.
- 2023-7.12.23 Проведення Персональної виставки  «Українські народні свята» Дніпропетровська обласна рада.
- 2023 — Взяла участь у заході «Мистецькі атрибути великодніх свят» всеукраїнська виставка Дніпровського будинку мистецтв 13 квітня 14 травня
- 2023 — Учасник колективної виставки «Мир. Війна. Перемога. Мир» 1 липня -31 липня 2023р Картина «Конотопські відьми»
- 2023 — Персональна мистецько-літературної виставка «Ой летіла горлиця через сад» 7 липня -8 серпня 2023 ,музей "Літературне придніпров*я
- 2023 — 7.28 серпня 2023 р. Обласний мистецький проект "Культура України: традиції та сьогодення "Онлайн лекція та майстер-класи в рамках персональної мистецько-літературної  виставки «Ой летіла горлиця через сад» м. Дніпро Музей Літературне придніпров*я.
- 2024 — 18 квітня- 18 травня 2024 року Участь у Всеукраїнській виставці декоративно-прикладного мистецтва «Нас Великдень єднеє!»
- 2024 — розпис інтер'єру  Правобередної державної податкової інспекції 2024 р. Дніпро;
- 2024 — проєкт «UmbrellaHub» Твій простір турботи, проведення лекцій та майстер-класів з петриківського розпису .2024 р.
- 2024 — Персональна виставка петриківського розпису «Мереживо барв» стартує з 2.07.2024 р. Центральна міська бібліотека м. Дніпро
- 2024 — Запроошена до участі міжнародному  фестивалі  «Tradycya-Jarmark Festiwal w Lubline» серпень 2024 р
- 2025 — Запрошена до складу почесного журі у міський палаці дітей та молоді на міський конкурсу «Собори наших душ».
- 2025 — У лютому 2025 року в рамках Днів української культури в Малайзії відбулась виставка, присвячена Петриківському розпису, в ній взяли участь кілька робіт. (Пава 40/50, Царівна 50/60, Осінь прийшла 50/60)
- 2025 — 7 -18 березня 2025 р. Участь у Обласній виставці образотворчого мистецтва «Січеславські мисткині», Дніпропетровська організація Національної спілки художників України.
- 2025 — З 12 квітня 2025—2026р  у музеї Хіггінса в Бедфорді, Великій Британії, відкрилася виставка українського народного мистецтва. Представлені роботи  (Великдень 40/50 ,Кущ ківтів 40/50, Великодня писанка 40/50 , Берегиня 40/50, Пава 40/50).
- 2025 — 17 квітня 2025 р. участь, Всеукраїнська виставка декоративно-прикладного мистецтва «Нас Великдень єднає» м. Дніпро, Дніпровський будинок мистецтв.
- 2025 — Участь в дистанційному конкурсі образотворчого мистецтва "Соборна душа України"до дня Соборності України, «Обласний організаційно-методичний центр культури і мистецтва» м. Харків

## Деякі відзнаки
- 2013 — Нагороджена дипломом 7-го обласного ярмарку «Петриківський дивоцвіт» за відродження та збагачення української духовної спадщини, за активну участь
- 2013 — Нагороджена Почесною Грамотою Дніпропетровської Обласної Ради за вагомий особистий внесок у розвиток національної культури, збагачення художніх традицій петриківського розпису, багаторічну плідну працю, високий професіоналізм та з нагоди внесення до Репрезентативного списку нематеріальної спадщини людства об'єкту «Петриківський розпис — українське декоративно-орнаментальне малярство»
- 2019 — Медаль «За збереження національних традицій»
- 2020 — Премія імені Тетяни Пати

## Членство в організаціях
- Національна спілка майстрів народного мистецтва України (2015)
- Асоціація народних майстрів України смт. Петриківка
- Об'єднання майстрів народного мистецтва Дніпровського будинку мистецтв
- Осередок майстрів Криворіжжя